# 多隆武
多隆武（？年—？年），蒙古正白旗人，繙譯舉人，正白旗蒙古三音布佐領下人。由繙譯生員於道光六年考取國史館繙譯官，八年，中式蒙古繙譯舉人。十一年，考取國子監助教。十三年，中式蒙古繙譯進士，引見以主事用。十五年，補授理藩院主事。厯充國史館協修、纂修、總纂官，兼管喇嘛印務處典屬司主稿。二十年，升授員外郎。二十一年，充則例館滿蒙總勘官。二十三年，掌柔遠司印。是年京察一等，引見，記名以道府用。二十五年九月，補授甘肅涼州府知府。二十八年，兼護甘涼道。三十年六月，經協辦大學士、陝甘總督琦善遵旨保舉，由部調取引見，於咸豐元年正月二十九日赴部帶領引見，奉旨著回任。咸豐四年七月授錦州府，六年春，捐廉倡修城隍廟，十年七月十一日，賞辦捐錦州府知府多隆武花翎。